# 北馬其頓護照
北馬其頓護照是發給北馬其頓公民（至2019年2月名為「馬其頓共和國」）以進行國際旅行的護照。內政部負責其發行。護照的有效期為（4歲至27歲的人）5年，而27歲及以上的人的10年。對於四歲以下的兒童，護照的有效期限制為兩年。護照符合的推薦性標準（大小，組成，佈局，技術）國際民用航空組織（ICAO），並且是生物識別護照。
根据2025年1月8日发布的亨利护照指数，北马其顿护照可免签证、落地签证或电子签证入境129个国家和地区，位居世界第40，与马绍尔群岛、黑山护照并列。

## 歷史
由於馬其頓過去因為名稱而和希臘爭執，達成協議後，北馬其頓政府從2020年9月開始發行具有現在名稱的護照。舊名護照將一直有效到2024年初。